# Broń obuchowo-sieczna

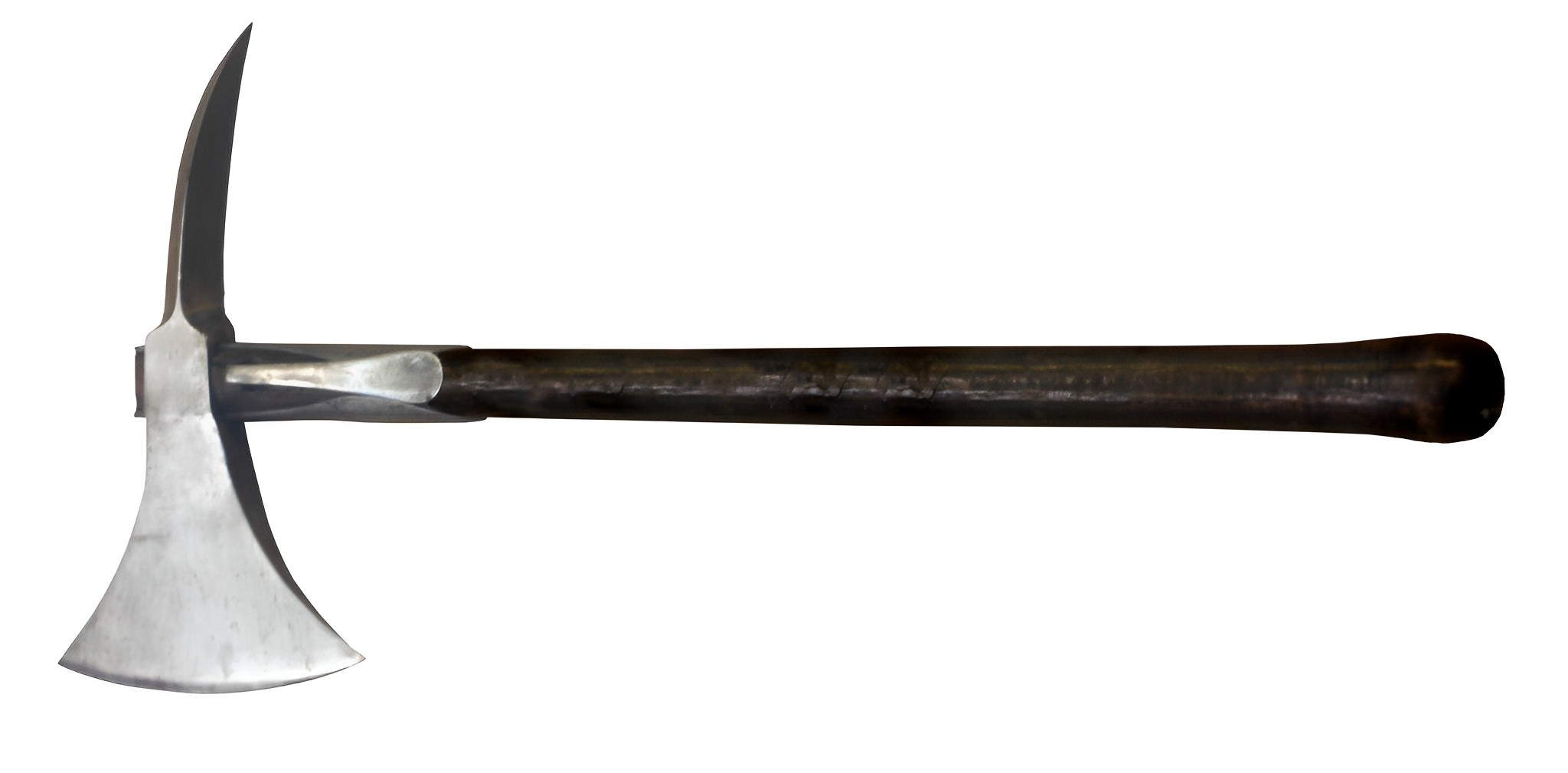
Topór abordażowy – przykład broni obuchowo-siecznej

Broń obuchowo-sieczna – typ broni obuchowej przeznaczonej do zadawania cięć miażdżących. Obejmuje wszystkie rodzaje toporów i siekier bojowych, oraz ich pochodne: berdysze, czekany i nadziaki. Broń obuchowo-sieczna używana była głównie w starożytności i średniowieczu, w późniejszych wiekach jej znaczenie zaczęło maleć, a w XVIII wieku całkowicie wyszła z użycia wojskowego.